# Grammangis
Grammangis är ett släkte av orkidéer. Grammangis ingår i familjen orkidéer.
Kladogram enligt Catalogue of Life:
| Grammangis | \| \| Grammangis ellisii \| \| \| \| \| \| Grammangis spectabilis \| \| \| \| |
|            | \| \| Grammangis ellisii \| \| \| \| \| \| Grammangis spectabilis \| \| \| \| |
|            | Grammangis ellisii                                                            |
|            |                                                                               |
|            | Grammangis spectabilis                                                        |
|            |                                                                               |

## Bildgalleri

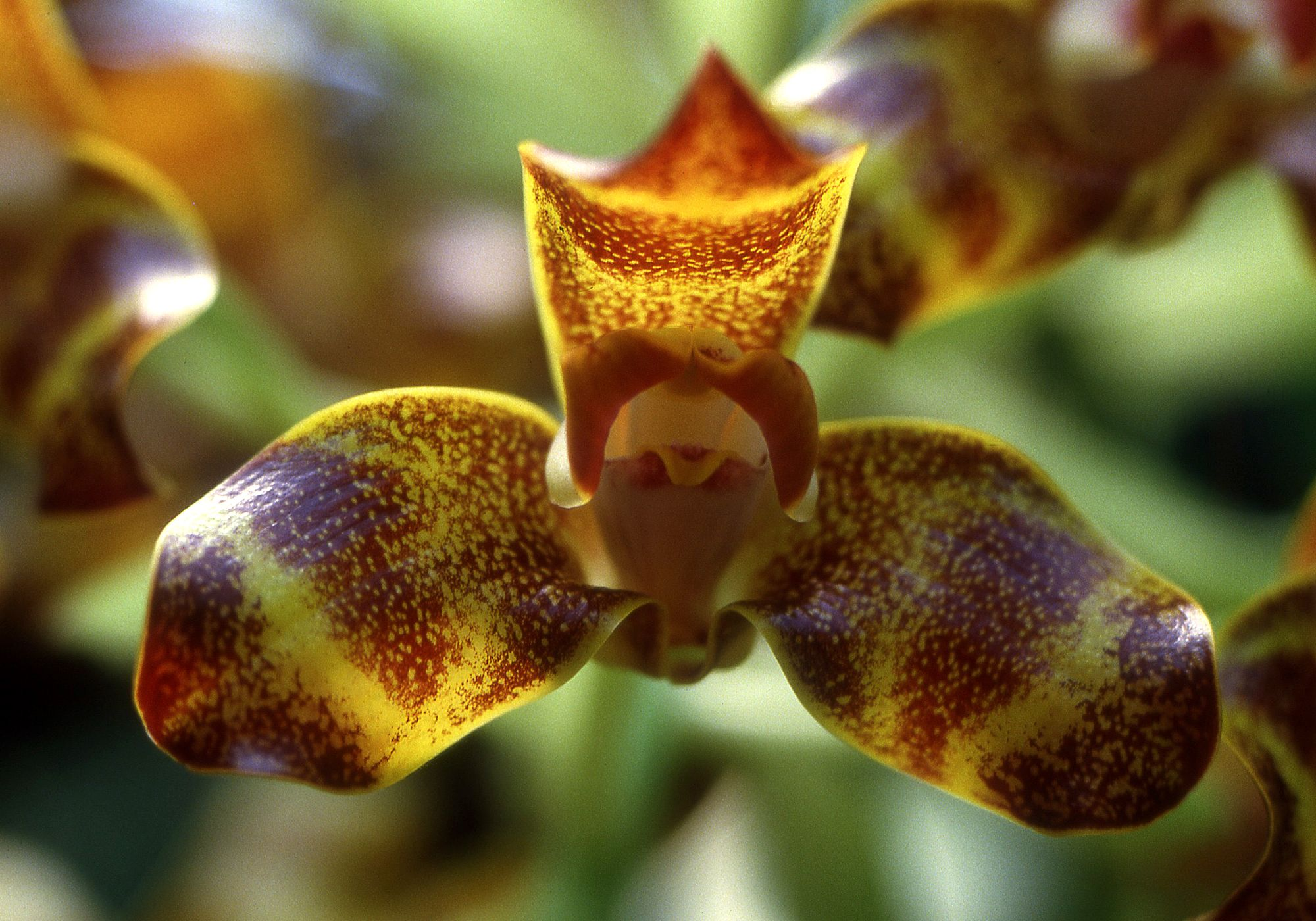
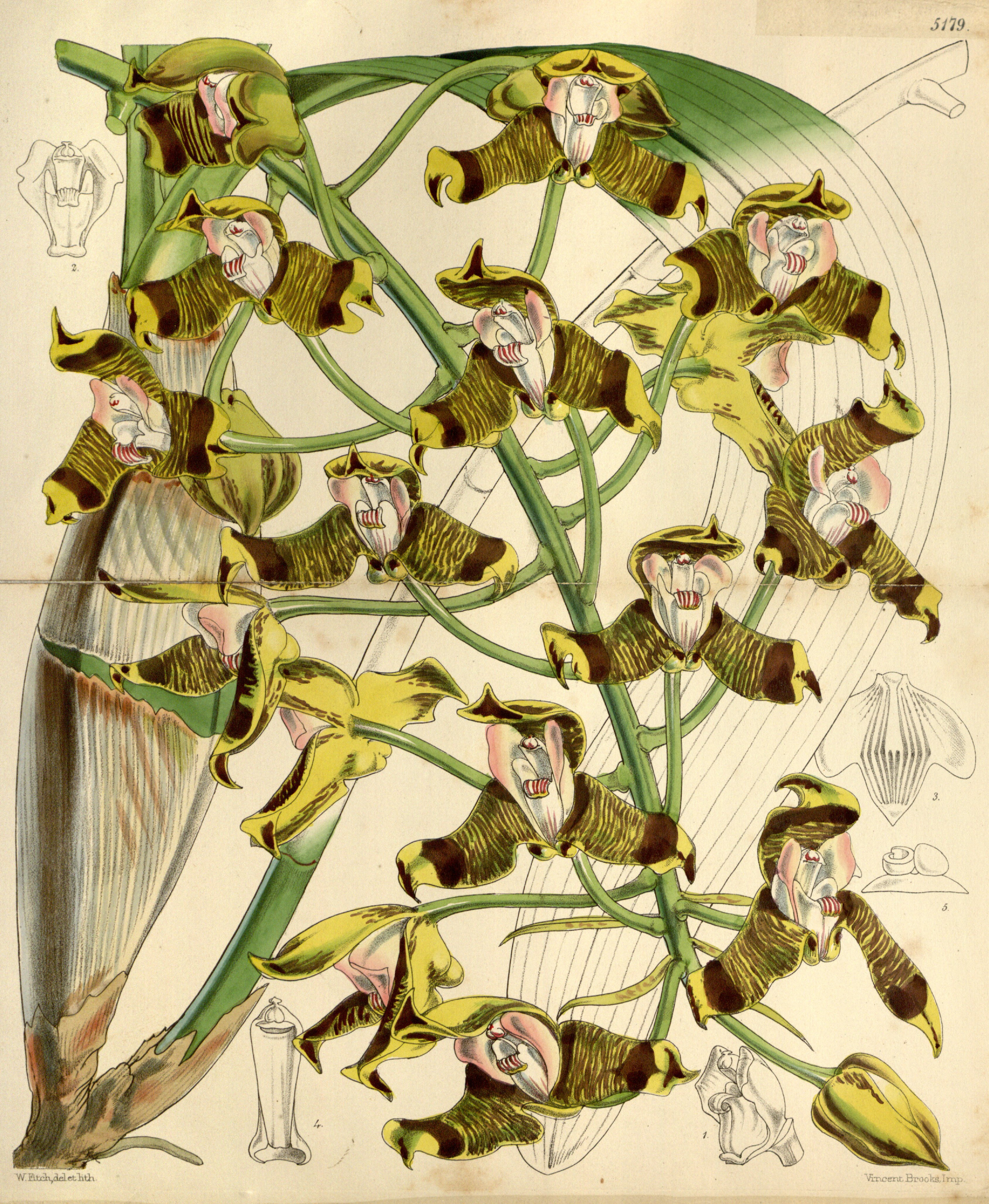